# アンドレア・イエガー
アンドレア・イエガー（英語: Andrea Jaeger, 1965年6月4日 - ）は、アメリカ・イリノイ州シカゴ出身の元女子プロテニス選手。1982年の全仏オープンと1983年のウィンブルドンで、4大大会に2度の準優勝がある。どちらも決勝戦でマルチナ・ナブラチロワに敗れた。右利き、バックハンド・ストロークは両手打ち。シングルス自己最高ランキングは2位（1981年8月）。WTAツアーでシングルス10勝、ダブルス4勝を挙げた。

## 来歴
1980年1月に14歳でプロ転向。すぐに世界的な躍進を始め、「エイボン・フューチャーズ」（ラスベガス）の大会にて14歳8か月でプロ初優勝。これは当時、女子テニスツアーにおける2番目の年少優勝記録であった。同年のウィンブルドン選手権で大会史上最年少のシード選手になり、全米オープンでも史上最年少の15歳でベスト4進出を決める。翌1981年の全仏オープンで、イエガーは同じアメリカのジミー・アリアスとペアを組んで優勝した。当時イエガーは15歳339日、アリアスは16歳296日で、2人の年齢を合わせると「32歳270日」となる。これはテニスのギネスブックにも「史上最年少のグランドスラム優勝ペア」として記載され、今なお残っている。
イエガーは愛らしい天才少女としての人気も高く、2度のグランドスラム大会準優勝などで将来を嘱望されていた。ところが、彼女は1984年に19歳で肩の故障を起こす。全仏オープンで1回戦の試合開始前に棄権し、ロサンゼルス五輪の公開競技（21歳以下の選手に限定、まだテニスの五輪種目の復帰は決まっていなかった）でも試合を途中棄権する。若すぎた身体の酷使により、先輩のトレーシー・オースチンと並んで“燃え尽き症候群”の教訓のひとりとして語られるようになった。
イエガーは1987年に現役を引退した後、大学で動物学や神学を学んだ。現在はアンドレ・アガシらスポーツ界の著名人とともに“Athletes for hope”という慈善活動団体の代表メンバーの1人として活動している。2004年には、主に慈善活動に重点を置いた自伝『First Service: Following God's Calling and Finding Life's Purpose』を出版した。